# 発展場
発展場（はってんば）、またはハッテン場とは、男性同性愛者など男性間性交渉者(MSM)が、匿名的に不特定多数の男性と恋愛関係を省いて即座に性交渉を行える場として利用する場所のこと。
発展場として使われることを意図して設置された有料発展場以外にも、非男性同性愛の利用者（ノンケ）も利用する公共の場所や空間（公園や銭湯、公衆トイレなど）が発展場として用いられることもある。カタカナで『ハッテン場』と表記される傾向にある。
男性間性交渉者間でも恋愛関係を経て性交した場合は「ハッテン」とは呼ばず、ゆきずりの性行為（即ヤリ）をすることを「ハッテン」と言う。
社会学者の石田仁によれば、ハッテン場と言う言葉には、サービス提供・施設運営側が「男性同性愛者専門」としている有料商業施設（専用ハッテン場）との区別するための用語として、流用ハッテン場がある。一般の利用者が目的とする使用方法から逸脱した「流用ハッテン場」は、施設の設営者や異性愛者（ノンケ）の利用者とのトラブル、警察による逮捕を招くのみならず、MSM（男性間性交渉者）同士でもトラブルとなることが多い。勝手に流用発展場とされた施設の閉鎖を招くこともある。
英語圏では日本でいうハッテン行為のことを「Cruising」または「Cottaging」、豪州では「Gay beat」という。
本項では、「流用ハッテン場」と、そこで行われる男性同性愛者の発展（行為）について記す。男性同性愛者向けに営業されている、有料系専用ハッテン商業施設については「有料発展場」を参照。

## 概要
ゆきずり関係での同性愛行為（即ヤリ）のみを「ハッテン」と言う。したがって、知り合ったその日に関係を持たず、交際するようになってから性行為をした場合は「ハッテン」とは呼ばない。
第二次世界大戦後まで、男性同性愛者にとって出会いの場は殆どなく、ゲイバーといわれる店はあっても女装男性が異性愛者に接客するバーが全国に数店舗ある程度だった。そのため、ゲイ男性にとっては「出会いの場所」が必要とされ、おのずと発展場が形成されていった。場所としての「発展」という通称が男性同性愛者に認知される以前は、単に「公園」といったり、1960年代頃は発展トイレを「事務所」と呼んだ。

## MSM目線での流用発展場の利点
MSMにとって、流用ハッテン場がもつ利点として次のようなもののがある。
- 相手から手を出させるという駆け引きが出来ること。
- 不特定多数の人間と匿名で乱交など様々な性交渉を行えること。

これらの他に無い刺激が、多くのゲイ当事者らに好まれている。流用ハッテン場を利用するゲイ当事者には、性交渉へ金の無心をする者（「セミプロ」）、アウティングをちらつかせて同じゲイが困る様を見てみたいという者もいる。そのため、流用ハッテン場は、疑心暗鬼やトラブルのリスクに満ちている場でもある。一方で、専用ハッテン場は、利用者に対して比較的に安全な同性間性交の場をもたらす。そのため、「ゲイ向けマッチングアプリ」登場後も、ゲイから流用ハッテン場のが出会いの一形態として好まれる傾向は変化してない。

## 語源
異性愛者の男性で、女性関係や酒場などでの交友関係が広く盛んな人を指して「発展家（はってんか）」と呼ぶが、「発展場」に使用される「発展（はってん）」の意味合いと共通点が指摘されている。ただし、どちらが先に使われたかは、「発展場」という語が同性愛者たちに浸透していく年代と、この「発展家」という語が広く使用されていった年代が重なるために不明である。なぜ「発展」が当てられたのかについても同様に定かでない。
また面識のない相手と「性行為に"発展"する」「恋愛に "発展" する」が語源という説など諸説ある。
古い例ではゲイ専用ページがあった『風俗奇譚』の1963年の1月-12月号などに「全国ホモのハッテン場」という記述が確認できる。その後「薔薇族」、「アドン」、「さぶ」など、1970年代に創刊されたゲイ雑誌を通じて「発展（ハッテン）場」の通称は全国の同性愛者に広まり、現在に至っているとされる。
このほか、外国からの言葉を借りた説として、韓国語の「핫한 방」＝日本語での意として「ホットな場所」、発音で「ハッタンバン」から来たのではないかと捉える在韓国の日本人もいる。

## 歴史
江戸時代
江戸時代初期には陰間茶屋と呼ばれるゲイバーが既にあり、同性愛男性たちが集まっていた。その為、ゲイ同士で発展行為が行われるような場所もあったのではないかとの説もあるが未検証である。
大正 - 昭和初期
発展場という言葉は使われていないが、戦前も映画館や公園などがゲイ男性の出会いの場になっていたといわれ、遅くとも大正期には発展場は存在していた（それより前は未検証）。一例として江戸川乱歩『一寸法師』（昭和2年）には、浅草公園に深夜屯するゲイが出てくる場面がある。また戦前の一時期、上野公園に男娼が屯していたことで知られている。
戦後直後 - 1960年代
戦後直後から1960年代頃までは、出会いや発展の場といえば野外の公園やトイレ（事務所）、映画館の暗がりなどが中心で、東京では「男娼の森」といわれた上野公園を始め、日比谷公園、信濃町駅最寄りの権田原という公園のような場所が有名だった。権田原は二丁目にゲイタウンができる前頃は、都内で最も有名な発展場だった。大阪では阿倍野区旭町（天王寺公園の近く）が男娼の森と呼ばれた。上野公園では、1948年（昭和23年）11月22日、大規模な風紀取締りを視察中の警視総監の田中栄一が男娼の一人に殴られるという、いわゆる「警視総監殴打事件」があり、以降取締りの厳格化により同公園の発展場としての機能は衰退した。日比谷公園は相手を求めるゲイで夜ごと賑わい、GHQ本部（第一生命会館）に近かったこともあり、中には米軍人もいた。また各地には発展できる映画館もでき始めていた。

## 違法性による取締や流用ハッテン場での事件

### 流用ハッテン場にされやすい場所
夜の公園やトイレ、海辺、映画館、公衆浴場、大きな鉄道駅やその近くの大型商業施設のトイレなどで発展行為が行われることがある。男性同性愛者の中で(流用)発展場として有名な公園や銭湯など公共の場所で、相手を求めに来ていると思われるゲイ男性同士で声をかけ、互いにタイプなら合意の上で性行為に及ぶ。家やホテルに行くこともあるが、違法であるトイレや木陰など非私的な場所で性行為に及ぶこともある。

### 違法性によるハッテン場の取締
しかし近年は、近隣への迷惑なども考え、発展行為が行われないよう対策が講じられている場合も多い。例えば、発展が多いとされている場所では、夜間でも照明を点灯する、公衆トイレを閉鎖する、警備員の巡回を増やす、警告の張り紙を張るなどして発展行為の禁止が呼び掛けられていることがある。新宿二丁目に位置する新宿公園（元太宗寺庭園）の再整備にあたっては、不審者対策として公園全体の樹木や工作物を死角になりにくいよう疎に配置する、園路を減らすなどの対策がとられた(路上生活者対策も含まれる)。公衆浴場は、一般的な入場規則として「他のお客様のご迷惑になる」行為を禁止している場合が多く、公然わいせつ行為を行わないとしても強制退店になったり、悪質な場合刑事罰の対象となることがある。一部の異性愛者向け公衆浴場は、店員がやらせでゲイに近づき、わざと手を出させて追い出しているところもある（おとりゲイ差別作戦）。
有料発展場の増加、インターネット・マッチングアプリなどの男性同性愛者専門出会いツールの普及などで出会いが比較的容易になったこともあり、以前よりも野外や公共の場での発展行為は減少傾向にはあるのの、ハッテンを好み行う層は存在し続けている。そのため、男性同性愛者向けサイトでも自分の性欲優先で公共の場で違反行為をすることに対して、その場にいる(ノンケ)一般男性にどんな不快な思いをさせるのか、経営者への被害について考えるべきだとし、ハッテン行為をしないように注意喚起が出されている。

### 流用発展場を狙った事件
流用発展場に集まるゲイが狩りの対象になった事件があり、死者が出ている事件もある。1998年当時は流用ハッテン場と有名になっていた「公園」で男性同性愛者が、その日知り合ったばかりの会社員のゲイ男性と話をしていたところ、午前1時35分頃にはバイクにのった暴力集団へ太ももをナイフで刺されたことで殺害され、ゲイ会社員男性も重傷を負った事件が起きている。
2000年2月に流用ハッテン場として知られていた公園へ来ていたゲイ男性が、金銭目的で襲撃行為を繰り返していた「少年グループ」に襲撃され現金を奪われ、撲殺された事件がある。この公園は、「ゲイ男性が集う場所」として有名になっていたことで、コレを狙った同様の金銭強奪が複数起きていた。こうしたハッテン場にいる男性同性愛者を狙うことは、過去に「アベック」と呼ばれた男女のカップルが、夜の公園などで強盗事件や殺人事件の被害者となったことと似た現象だとの意見もある。